# Frederick Stock
Frederick August Stock (Jülich, 11 novembre 1872 – Chicago, 20 ottobre 1942) è stato un direttore d'orchestra e compositore tedesco, famoso per essere stato il Direttore Musicale della Chicago Symphony Orchestra per 37 anni.

## Biografia
Nato a Jülich, Germania, Stock ricevette la sua prima educazione musicale dal padre, un direttore di bande militari. All'età di 14 anni fu ammesso al Conservatorio di Colonia come studente di violino e composizione, avendo fra i suoi insegnanti Engelbert Humperdinck, Franz Wüllner e Gustav Jensen e il futuro direttore d'orchestra Willem Mengelberg fra i suoi compagni di classe. Dopo il diploma al Conservatorio, nel 1890, entrò come violinista nella Gürzenich Orchester (Orchestra Municipale) di Colonia, dove suonò sotto la direzione di Johannes Brahms, Pëtr Il'ič Čajkovskij e Richard Strauss.

## Carriera
Nel 1895 Stock incontrò il direttore d'orchestra Theodore Thomas, fondatore e primo Direttore Musicale della Chicago Symphony Orchestra, persona che avrà una grande influenza sul suo futuro. Thomas, che stava visitando la Germania alla ricerca di musicisti per la sua nuova orchestra di Chicago, fece un'audizione a Stock e lo ingaggiò come violista. Thomas si accorse in fretta che il suo nuovo violista era un direttore di talento e, nel 1899, lo nominò suo assistente.
Dopo la morte di Thomas, il 4 gennaio 1905, ebbe il ruolo di "Facente Funzioni" (Acting Conductor) del Direttore Musicale. In quel periodo diresse il suo poema sinfonico Eines Menschenlebens Morgen, Mittag und Abend, (La vita di una persona: mattino, pomeriggio e sera) dedicato a "Theodore Thomas ed i componenti dell'orchestra di Chicago." Il brano fu eseguito il 7 e 8 aprile 1905.
Il consiglio d'amministrazione dell'orchestra aveva contattato Hans Richter, Felix Weingartner e Felix Mottl per succedere a Thomas. Ma il Comitato Esecutivo, nella riunione dell'11 aprile 1905, decretò "Frederick Stock eletto all'unanimità Direttore dell'orchestra. Il Consiglio ha votato che l'orchestra dovrà essere conosciuta come L'Orchestra di Theodore Thomas." '" (Nel febbraio del 1913 il nome della compagine fu cambiato definitivamente in Chicago Symphony Orchestra, ritenendo che fosse più facile raccogliere fondi per un'istituzione che portasse il nome della comunità).
Nel 1905 la Chicago Symphony cominciò a tenere concerti al Ravinia Park, apparendovi semiregolarmente fino all'agosto del 1931, dopodiché il Ravinia Park ebbe un periodo buio a causa della Grande depressione. L'orchestra aiutò ad inaugurare la prima stagione al Ravinia Festival nell'agosto del 1936.
Il 1º maggio 1916 Stock e la CSO registrarono la Marcia Nuziale di Felix Mendelssohn per la Columbia Gramophone Company.
Durante la stagione 1919-1920 Stock inaugurò una serie regolare di concerti in abbonamento per i giovani e diede vita alla Civic Orchestra of Chicago, un'orchestra giovanile. Sviluppò anche la serie dei "Popular Concert" che vide l'esecuzione di una larga gamma di musica, dallo Schiaccianoci di Pëtr Il'ič Čajkovskij alle Ouverture di Wagner ed i valzer di Strauss.
Durante la stagione 1940-1941 l'orchestra festeggiò il cinquantesimo anniversario. Per l'occasione Stock commissionò tutta una serie di brani: la Sinfonia in DO di Igor' Fëdorovič Stravinskij, la Sinfonia n.1 di Darius Milhaud, la Sinfonia n.21 di Nikolaj Jakovlevič Mjaskovskij, "American Creed" di Roy Harris, il "Concerto per Orchestra" di Zoltán Kodály, l'Overture "Fête ferganaise" di Reinhold Glière, la Sinfonia n.3 di Alfredo Casella e la Ouverture "Scapino" di William Turner Walton.
Sotto la direzione di Stock, la Chicago Symphony divenne una delle migliori orchestre d'America, sviluppando in particolare un proprio caratteristico suono degli ottoni che è già udibile nelle sue prime registrazioni. Grande promotore della musica moderna, Stock sostenne le opere di molti compositori moderni, inclusi Gustav Mahler, Richard Strauss (che, su invito di Theodore Thomas, era stato il primo direttore ospite in un concerto in abbonamento, nell'aprile 1904), Igor Stravinsky, Sergei Prokofiev (che suonò come solista nella prima esecuzione mondiale del suo 3º concerto per Pianoforte e Orchestra, nonostante lo avesse registrato con la London Symphony nel 1932), Gustav Holst, Zoltán Kodály, Nikolai Myaskovsky, Josef Suk, William Walton, Arthur Benjamin, George Enescu e molti altri. Ma le registrazioni memorabili di Stock sono con il repertorio romantico di Schubert, Schumann, Weber, Goldmark e Glazunov.
I 37 anni di Stock a capo della Chicago Symphony Orchestra furono superati in America solo dal periodo di Eugene Ormandy con la Philadelphia Orchestra. Appena dopo la morte di Stock a Chicago, il 20 ottobre del 1942, Désiré Defauw fu scelto come suo successore.
Nel 1936, quando Stock fu sempre meno in grado di dirigere l'orchestra, Hans Lange, che in precedenza era stato assistente di Arturo Toscanini a New York, fu ingaggiato per dirigere i concerti che Stock non poteva dirigere personalmente. Rimase alla CSO durante tutta la direzione di Defauw e fu un mentore per il compositore Leon Stein.